# آقای فریمن
آقای فری‌مَن مجموعهٔ پویانمایی اینترنتی روسی است که به نام شخصیت اصلی آن نام گذاری شده است. مجموعه در ۲۱ سپتامبر ۲۰۰۹ در یوتیوب ظاهر شد و در رونت محبوبیت قابل توجهی به‌دست‌آورد. محتوای اصلی این سریال تک‌گویی‌هایی است که به شیوه‌ای تند سبک زندگی هر انسان مدرن را نقد می‌کند. تعداد کل بازدیدهای این سریال به بیش از ۷۶ میلیون بازدید می‌رسد.

## خلاصه کلی و موضوع
این مجموعهٔ پویانمایی شده شامل نکات و نمادهای بسیاری است. برای مثال آقای فری‌مَن ممکن است به شکلی که حاوی ویژگی‌های کلیشه‌ای افراد یا گروه‌های اجتماعی مشخص است ظاهر شود. (برای مثال، هنگام گفتن «من همه چیز را تحت اراده خود قرار داده‌ام» در یکی از صحنه‌ها، فریمن با ایستادن بر روی یک پایه و با کلاه نقاب-بغل و با نگهداشتن دستی تا سطح سینه به عنوان نماینده‌ای از این ویژگی‌ها ظاهر می‌شود). همچنین، فریم‌های پنهانی وجود دارد که عناصری از تصویر بزرگ‌تری را در خود جای داده‌اند. جزئیات دیگری نیز وجود دارد که در نگاه اول به‌نظر بی‌اهمیت می‌آیند، مانند تبدیل ECG به اعداد ۲۱٫۱۲٫۱۲ در قسمت اول، که تاریخ تخمینی پایان دوره فعلی را بر اساس تقویم مایا نشان می‌دهد.

## دوبله کردن
در آغاز سال ۲۰۲۳، این پروژه نسخه‌های زبان رسمی این مجموعه را راه‌اندازی کرد: به زبان انگلیسی، اوکراینی، اسپانیایی، ایتالیایی، و آلبانیایی. صداپیشگی دوبله انگلیسی توسط بازیگر آمریکایی اسکات گریر انجام شد که توسط مایکل منیس و جفری هیلتون پذیرفته شد. در حال حاضر، کار برای راه‌اندازی کانال‌هایی به زبان‌های زیر در حال انجام است: لهستانی، پرتغالی برزیل، اسپانیایی آمریکای لاتین، کره ای، گرجی، آلمانی و فرانسوی.

## فهرست قسمت‌ها
| قسمت # | تاریخ      | عنوان اصلی (به روسی)                                   | ترجمه قسمت                                  | زیرنویس‌های دردسترس                      | دوبله‌های دردسترس              | پیوند              |
| ------ | ---------- | ------------------------------------------------------ | ------------------------------------------- | --------------------------------------- | ----------------------------- | ------------------ |
| ۰۰     | ۱۳۸۸-۶-۳۰  | А ты уверен в том, кто ты такой, и что ты существуешь? | مطمئنی که چه‌کسی هستی و اینکه آیا وجود داری؟ | روسی، انگلیسی، آلمانی، یونانی، عبری     | فارسی، روسی، انگلیسی، اکراینی | قسمت ۰۰ در یوتیوب  |
| ۶۴     | ۱۳۸۸-۷-۱۴  | Где угодно и когда угодно...                           | هر جا و هر زمان…                            | روسی، انگلیسی، یونانی، عبری             | فارسی، روسی، انگلیسی، اکراینی | ۶۴ ویدئو در یوتیوب |
| ۶۳     | ۱۳۸۸-۷-۲۹  | Ты слишком блондин!                                    | تو خیلی بلوندی!                             | روسی، انگلیسی، یونانی، عبری             | فارسی، روسی، انگلیسی، اکراینی | قسمت ۶۳ در یوتیوب  |
| ۰۳     | ۱۳۸۸-۸-۲۶  | Продамся дорого                                        | خودم رو گرون می‌فروشم                        | انگلیسی، یونانی، عبری                   | فارسی، روسی، انگلیسی، اکراینی | قسمت ۰۳ در یوتیوب  |
| ۰۴     | ۱۳۸۸-۹-۲۹  | «Плодитесь, коровы, жизнь коротка» © ГГМ               | «بارور باشید، گاوها، زندگی کوتاه است» © GGM | انگلیسی، یونانی، عبری                   | فارسی، روسی، انگلیسی، اکراینی | قسمت ۰۴ در یوتیوب  |
| ۰۵     | ۱۳۸۸-۱۰-۹  | Новый год?                                             | سال نو؟                                     | انگلیسی، یونانی، عبری                   | فارسی، روسی، انگلیسی، اکراینی | ۰۵ ویدئو در یوتیوب |
| ۰۶     | ۱۳۸۸-۱۱-۲۶ | Местоимение Я пишется с большой буквы!                 | ضمیر من با حرف بزرگ نوشته می‌شود!            | روسی، انگلیسی، یونانی، عبری             | فارسی، روسی، انگلیسی، اکراینی | قسمت ۰۶ در یوتیوب  |
| ۵۸     | ۱۳۸۸-۱۲-۸  | Что стало с твоей мечтой?                              | چه اتفاقی برای رویاهات افتاده؟              | انگلیسی، یونانی، عبری                   | فارسی، روسی، انگلیسی، اکراینی | قسمت ۵۸ در یوتیوب  |
| ۵۷     | ۱۳۸۹-۱-۲   | Что из себя представляют твои знания?                  | دانش شما چیست؟                              | انگلیسی، یونانی، عبری                   | فارسی، روسی، انگلیسی، اکراینی | قسمت ۵۷ در یوتیوب  |
| ۴۹     | ۱۳۸۹-۱-۱۰  | Глубокое погружение. Итак, начнем...                   | شیرجه عمیق، بیایید شروع کنیم …              | انگلیسی، یونانی، عبری                   | فارسی، روسی، انگلیسی، اکراینی | ۴۹ ویدئو در یوتیوب |
| ۲۴     | ۱۳۸۹-۴-۱۶  | Что есть ваш бог?                                      | خدای تو چیه؟                                | انگلیسی، یونانی، عبری                   | روسی، انگلیسی، اکراینی        | Part 24 در یوتیوب  |
| ۳۲     | ۱۳۸۹-۶-۲۹  | Раз в тысячу лет                                       | هر هزار سال یکبار                           | انگلیسی، یونانی، عبری                   | روسی، انگلیسی، اکراینی        | Part 32 در یوتیوب  |
| ۴۰     | ۱۳۸۹-۱۰-۲۱ | Здравствуй, социальная шизофрения!                     | به اسکیزوفرنی اجتماعی خوش آمدید!            | انگلیسی، یونانی، عبری                   | روسی، انگلیسی، اکراینی        | Part 40 در یوتیوب  |
| ۴۸     | ۱۳۸۹-۱۱-۱۱ | Я?                                                     | من؟                                         | انگلیسی، یونانی، عبری                   | روسی، انگلیسی، اکراینی        | Part 48 در یوتیوب  |
| ۰۹     | ۱۳۹۰-۴-۷   | И чо?                                                  | که چی؟                                      | انگلیسی، یونانی، عبری                   | روسی، انگلیسی، اکراینی        | Part 09 در یوتیوب  |
| ۰۱     | ۱۳۹۰-۷-۱۹  | Открытое письмо Президенту                             | نامه سرگشاده به رئیس‌جمهور                   | یونانی                                  | روسی، انگلیسی، اکراینی        | Part 01 در یوتیوب  |
| ۰۲     | ۱۳۹۰-۸-۱۹  | А ты игрок?                                            | قماربازی؟                                   | انگلیسی، یونانی، عبری                   | روسی، انگلیسی، اکراینی        | Part 02 در یوتیوب  |
| ۶۲     | ۱۳۹۰-۱۲-۱۶ | Обратного пути уже нет!                                | برگشتی درکارنیست!                           | روسی، انگلیسی، یونانی، عبری             | روسی، انگلیسی، اکراینی        | Part 62 در یوتیوب  |
| ۶۱     | ۱۳۹۱-۵-۲۶  | Мантра: Чёрный Бог и Белый Бог                         | مانترا: خدای سیاه و خدای سفید               | انگلیسی، یونانی، عبری                   | روسی، انگلیسی، اکراینی        | Part 61 در یوتیوب  |
| ۶۰     | ۱۳۹۳-۳-۱۳  | Покупательная способность                              | قدرت خرید                                   | روسی، انگلیسی، یونانی                   | روسی، انگلیسی، اکراینی        | Part 60 در یوتیوب  |
| ۵۹     | ۱۳۹۶-۲-۲۸  | Совесть                                                | وجدان                                       | روسی، انگلیسی، فرانسوی، یونانی، لهستانی | روسی، انگلیسی، اکراینی        | Part 59 در یوتیوب  |
| ۰۷     | ۱۳۹۶-۱۲-۲۳ | Ода                                                    | چکامه                                       | روسی، انگلیسی، یونانی                   | روسی                          | Part 07 در یوتیوب  |
| ۰۸     | ۱۳۹۸-۵-۲۵  | Оскорблять меня весело и безопасно!                    | توهین به من خنده دار و بی خطر است!          | روسی، انگلیسی، یونانی                   | روسی                          | Part 08 در یوتیوب  |

### سوالات ویدویی
| قسمت # | تاریخ     | عنوان اصلی (به روسی)                             | ترجمه قسمت                                            | پیوند            |
| ------ | --------- | ------------------------------------------------ | ----------------------------------------------------- | ---------------- |
| ۱۵–۰۰۱ | ۱۳۹۰-۵-۱۱ | Какая валюта самая главная?                      | مهم‌ترین ارز کدام است؟                                 | 15-001 در یوتیوب |
| ۱۵–۸۲۳ | ۱۳۹۰-۵-۱۸ | А кто ты на самом деле?                          | تو واقعاً کی هستی؟                                     | 15-823 در یوتیوب |
| ۱۵–۸۲۱ | ۱۳۹۰-۵-۲۵ | Кто из вас никогда не брал чужого?               | کدام یک از شما تا به حال دزدی نکرده‌اید؟               | 15-821 در یوتیوب |
| ۱۵–۸۰۹ | ۱۳۹۰-۶-۱  | А ты замечаешь перемены?                         | آیا متوجه تغییرات می‌شوید؟                             | 15-809 در یوتیوب |
| ۱۵–۸۱۱ | ۱۳۹۰-۶-۸  | А ты мне веришь?                                 | به من اعتماد داری؟                                    | 15-811 در یوتیوب |
| ۱۵–۷۹۷ | ۱۳۹۰-۶-۱۵ | Осознание своего рабства — первый шаг к свободе! | به رسمیت شناختن بردگی خود اولین قدم به سوی آزادی است! | 15-797 در یوتیوب |
| ۱۵–۰۱۹ | ۱۳۹۰-۶-۲۲ | Проведём эксперимент?                            | بیایید آزمایشی انجام دهیم؟                            | 15-019 در یوتیوب |
| ۱۵–۰۲۹ | ۱۳۹۰-۶-۲۹ | А вы рожать собираетесь?                         | قراره زایمان کنی؟                                     | 15-029 در یوتیوب |
| ۱۵–۳۱۳ | ۱۳۹۰-۷-۵  | А чем балуешься ты?                              | گند چه کاری رو در می‌آری؟                              | 15-313 در یوتیوب |
| ۱۵–۰۳۱ | ۱۳۹۰-۷-۱۲ | А ты хочешь чтобы Я стал богатым?                | میخوای من پولدار بشم؟                                 | 15-031 در یوتیوب |

### حضورهای دیگر
| تاریخ     | عنوان اصلی (به روسی)                                          | ترجمه قسمت                                           | پیوند                                                               |
| --------- | ------------------------------------------------------------- | ---------------------------------------------------- | ------------------------------------------------------------------- |
| ۱۳۸۹-۴-۲  | Mr. Freeman — выступление на Трансперсональном Конгрессе ۲۰۱۰ | آقای فریمن در هفدهمین کنفرانس بین‌المللی فراشخصی ۲۰۱۰ | Mr. Freeman on 17th International Transpersonal Conference در Vimeo |
| ۱۳۹۰-۱-۱۱ | MF-walking on by                                              | راه رفتن در کنار MF                                  | راه رفتن در کنار MF در Vimeo                                        |
| ۱۳۹۱-۵-۲۲ | Монолог с презентации ۱۲ августа ۲۰۱۲                         | ارائه مونولوگ آقای فریمن ۲۲ مرداد ۱۳۹۱               | (audio) Mr. Freeman monologue presentation 12 August 2012           |
| ۱۳۹۰-۱۰-۱ | ۰۰:۰۰:۰۰                                                      | ۰۰:۰۰:۰۰                                             | ۰۰:۰۰:۰۰ در یوتیوب                                                  |
| ۱۳۹۷-۲-۲  | MF Ode, Making Of                                             | ساخت از، MF قصیده                                    | MF Ode, Making Of در یوتیوب                                         |

## جوایز
- در ۱۵ آوریل ۲۰۱۰ در برلین در مسابقهٔ بین‌المللی بهترین وبلاگ، وبلاگ آقای فریمن به عنوان بهترین وبلاگ ویدئو انتخاب شد.[۱۰]